# O&K Kleinbahntyp
Die normalspurigen Tenderlokomotiven der Bauart O&K Kleinbahntyp waren von der O&K Ct 400 PS für Privatbahnen abgeleitete dreiachsige Tenderlokomotiven des Herstellers Orenstein & Koppel (O&K). Die vier bekannten Lokomotiven wurden für die Aschersleben-Schneidlingen-Nienhagener Eisenbahn mit den Nummern ASNE 31, 32, 35 sowie die Saatziger Kleinbahnen mit der Nummer SKB 3a hergestellt. Sie kamen nach dem Zweiten Weltkrieg alle zur Deutschen Reichsbahn und wurden als 89 6236, 6238, 6308, 6309 bezeichnet.
Eingesetzt waren die Lokomotiven bis 1965, einige waren bereits Mitte der 1950er Jahre an Privatbetriebe verkauft worden. Es ist keine Lokomotive erhalten geblieben.
Das Lemma nennen unabhängig zwei Autoren, die diese Bezeichnung verwenden.

## Geschichte

### Vorkriegsgeschichte
Die vier Lokomotiven erledigten bei den genannten Bahnen alle Dienste außer dem schweren Zugdienst. Sie überstanden den Zweiten Weltkrieg und waren danach in der sowjetischen Besatzungszone vorhanden.

### Nachkriegsgeschichte
Durch Verstaatlichung dieser Bahnen wurden die Lokomotiven von der Deutschen Reichsbahn übernommen. Die Lokomotiven der Aschersleben-Schneidlingen-Nienhagener Eisenbahn erhielten die Betriebsnummern 89 6236, 89 6238 und 89 6309, die Lokomotive der Saatziger Kleinbahnen wurde zur 89 6308. Es ist möglich, dass zwei der Lokomotiven auf Grund ihrer technischen Daten durch die Einordnung in die Reihe 8963falsch umgezeichnet wurden.
Die einzige Lokomotive, deren Stationierung lückenlos bekannt ist, ist die 89 6236; sie war 1950 in Aschersleben beheimatet. Ende 1950 bis Mitte 1952 gehörte sie zum Bahnbetriebswerk Halberstadt, danach war sie in Magdeburg-Rothensee beheimatet, dann bis 1954 wieder im Bahnbetriebswerk Halberstadt. Danach erfolgte bis 1965 ihr Einsatz im Hafen Magdeburg.
Alle anderen wurden bei der Deutschen Reichsbahn 1956 und 1957 ausgemustert. Die 89 6238 wurde noch einige Jahre als Werklokomotive betrieben, das genaue Ausmusterungsdatum ist nicht bekannt. Die 89 6308 wurde am 4. Mai 1956 an die VEB Deutsche Schiffahrts- und Umschlagzentrale (DSU) in Frankfurt/Oder verkauft.

## Konstruktion
Die Lokomotiven unterschieden sie von der O&K Ct 400 PS, die für ihre Entwicklung als Vorbild gedient hatte, durch die glatte Rückwand und den links vor dem Führerhaus gelegenen Vorratsbehälter für die Brennstoffe. Außerdem waren sie gedrungener und besaßen einen konischen Schornstein mit einem markanten Kranz. Sie hatten eine Heusinger-Steuerung, die dritte Achse diente als Treibachse.
Der Kessel war nur für einen Betriebsdruck von 12 bar ausgelegt. Der Langkessel bestand aus zwei Schüssen, der vordere trug den Dampf- und der hintere den quadratischen Sanddom. Der Stehkessel hatte eine runde Decke und nahm eine Feuerbüchse aus Kupfer auf. Auf seinem Scheitel trug er ein Sicherheitsventil der Bauart Ramsbotton. Durch eine genietete Rundnaht war die Rauchkammer mit dem Langkessel verbunden. Die Rauchkammerspritze, der Bläser und der Funkenfänger waren nach preußischen Traditionen ausgeführt.
Das Führerhaus war geräumig und besaß große ovale Stirnfenster. Die Lokomotiven hatten eine Handbremse sowie eine indirekte Bremse Bauart Knorr. Abgebremst wurden der zweite sowie der dritte Radsatz einseitig von vorn. Die ursprüngliche Petroleumbeleuchtung wurde bei der Deutschen Reichsbahn durch eine elektrische ersetzt. Der Turbogenerator wurde auf der linken Seite neben dem Schornstein platziert. Zur Signalgebung waren ein Dampfläutewerk Bauart Latowski sowie eine Dampfpfeife vorhanden.